# Ahd 54
Pour les articles homonymes, voir Ahd et 54 (nombre).
Ahd 54 (en arabe : عهد 54) est un parti politique algérien présidé par Ali Fawzi Rebaine qui déclare avoir fondé la première organisation algérienne des droits de l'homme. 
Son nom est une allusion aux principes de la révolution algérienne de 1954.